# Rhodostrophia rubrofasciata
Rhodostrophia rubrofasciata là một loài bướm đêm trong họ Geometridae.